# NGC 246
NGC 246, även känd som skallnebulosan, är en planetarisk nebulosa i stjärnbilden Valfisken. Nebulosan och stjärnorna associerade till den är listade i flera kataloger, och sammanfattas i SIMBAD-databasen. Nebulosan befinner sig på ett avstånd på ungefär 1,600 ljusår. Nebulosans centralstjärna är den vita dvärgen HIP 3678 med en magnitud på 12.
Nebulosan upptäcktes av William Herschel den 27 november 1785.
Bland vissa amatörastronomer är NGC 246 känd som "Pac-Mannebulosan".

### Fotnoter
1. 1 2 3 4  ”SIMBAD Astronomical Database” (på engelska). Results for NGC 246. http://simbad.u-strasbg.fr/simbad/sim-id?Ident=NGC+246. Läst 22 december 2006.
2. 1 2  ”SEDS NGC Catalog Online”. Results for NGC 246. http://spider.seds.org/ngc/ngc.cgi?NGC+246. Läst 29 november 2010.
3. ↑  ”NGC 246”. Astronomy: Stars & Planets. http://jumk.de/astronomie/special-stars/ngc-246.shtml. Läst 7 januari 2013.
4. 1 2  "The Night Sky", Astronomy Now, Oct 2008.
5. 1 2  David H. Levy, Deep Sky Objects, Prometheus Books, 2005, ISBN 1-59102-361-0, p 129.
6. 1 2  Stephen James O'Meara, The Caldwell Objects, Sky Publishing Corporation, ISBN 0-933346-97-2, p 223.

## Galleri

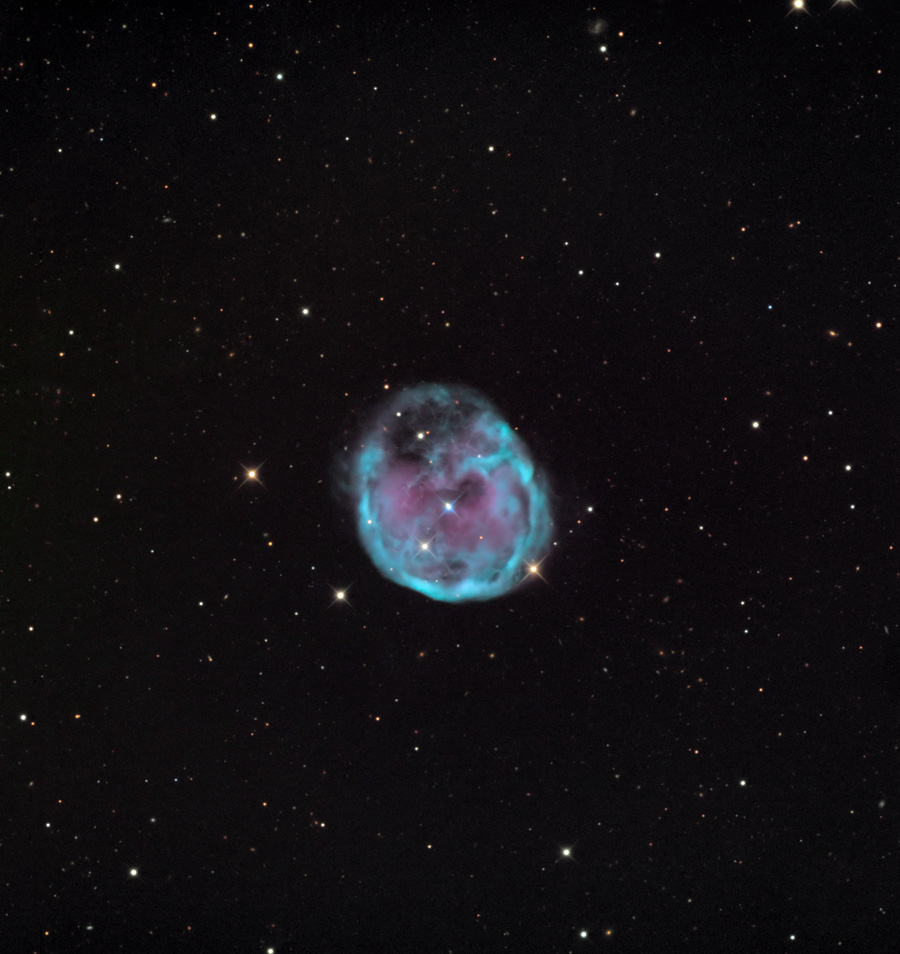
NGC 246 med en Schulman 0.8m Telescope på Mount Lemmon, AZ.